# Ned Havern
Ned Havern (Arlington, Massachusetts, 1982. október 1. –) amerikai profi jégkorongozó.

## Karrier
Komolyabb karrierjét a Boston Collegeban kezdte 2001–2002-ben. A főiskolai csapatban 2005-ig játszott. legjobb idényében 22 pontot szerzett 40 mérkőzésen. A 2002-es NHL-drafton a Dallas Stars választotta ki a kilencedik kör 273. helyén. 2005–2006-ban játszott az ECHL-es Trenton Titansban, az AHL-es Syracuse Crunchben, az ECHL-es Stockton Thunderben és az AHL-es Lowell Lock Monstersben. 2006–2007-ben szerepelt az ECHL-es Wheeling Nailersben és az AHL-es Providence Bruinsban. Az utolsó évében 2007–2008-ban játszott a Wheeling Nailers és az AHL-es Wilkes-Barre/Scranton Penguinsben.